# Glenea propinqua
Glenea propinqua é uma espécie de escaravelho da família Cerambycidae. Foi descrita por Charles Joseph Gahan em 1897.  É conhecida a sua existência na Malásia, Laos, e Singapura.

## Subespecie
- Glenea propinqua propinqua Gahan, 1897
- Glenea propinqua vientianana Breuning, 1965